# Hyalurga clara
Hyalurga clara är en fjärilsart som beskrevs av Butler 1873. Hyalurga clara ingår i släktet Hyalurga och familjen björnspinnare. Inga underarter finns listade i Catalogue of Life.